# Mao Qiling
Mao Qiling ou Mao Ch'i-Ling ou Mao K'i-Ling, surnom: Dake, noms de pinceau: Xihe, Chuqing, etc. est un peintre chinois des XVIIe – XVIIIe siècles, né en 1623, originaire de Xiaoshan (province du Zhejiang), mort en 1716.

## Biographie
Lettré et peintre de fleurs de prunier dont plusieurs œuvres signées et datées nous sont parvenues: 
Deux femmes debout face à face, signé et daté 1677.
En regardant les bambous,signé et accompagné d'un poème daté 1682.
Homme s'appuyant contre un arbre au bord d'une rivière, signé et daté 1684.
Orchidées, signé et daté1692.